# Brent Hinds

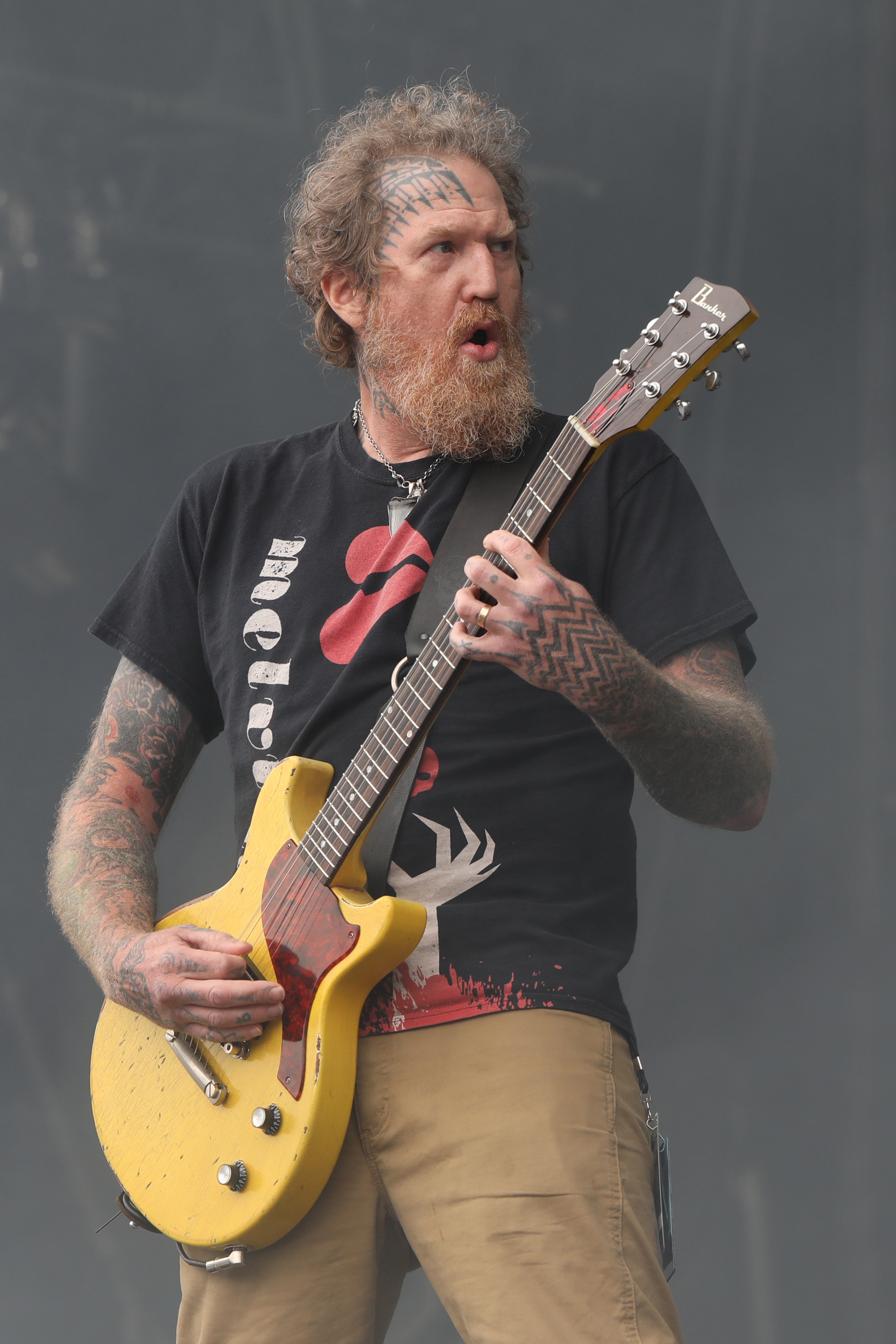
Brent Hinds (2022)

William Brent Hinds (* 14. Januar 1974 in Pelham, Alabama) ist ein US-amerikanischer Gitarrist und Sänger. Er war Gründungsmitglied der Band Mastodon und wirkt in mehreren anderen Projekten mit.

## Werdegang
Hinds arbeitete zunächst als Zimmermann, bevor er nach Atlanta zog, um Musiker zu werden. Dort traf er auf den heutigen Mastodon-Bassisten Troy Sanders und schloss sich Sanders damaliger Band Four Hour Fogger an. Die Band veröffentlichte lediglich eine Single und machte sich unter anderem dadurch einen Namen, dass alle Mitglieder nackt bzw. in Bikinis auftraten. Nachdem die Band auseinanderbrach, trafen Hinds und Sanders bei einem Konzert der Band High on Fire die Musiker Bill Kelliher und Brann Dailor. Zusammen mit dem Sänger Eric Saner gründete man die Band Mastodon. Nachdem Saner die Band verlassen hatte, übernahm Hinds zusammen mit Troy Sanders den Gesang.
Im Jahre 2007 gewann Hinds zusammen mit Bill Kelliher bei den Metal Hammer Golden Gods Awards den Preis in der Kategorie Best Shredder. Am 9. September 2007 kam es im Rahmen der MTV Video Music Awards zu einem Streit zwischen dem betrunkenen Hinds und dem System-of-a-Down-Bassisten Shavo Odadjian sowie dessen Begleiter Reverend William Burgh. Es kam zu einer Schlägerei, bei der Hinds schwere Kopfverletzungen, eine gebrochene Nase, zwei blaue Augen und Hirnblutungen erlitt. Er musste daraufhin für längere Zeit im Krankenhaus behandelt werden. Bei den Grammy Awards 2014 wurde Hinds aus dem Staples Center in Los Angeles verwiesen, „weil er sich nicht benehmen konnte“. 2018 wurden Mastodon mit dem Grammy in der Kategorie Best Metal Performance ausgezeichnet. Im März 2025 gab die Band die Trennung von ihrem Gitarristen Brent Hinds bekannt.

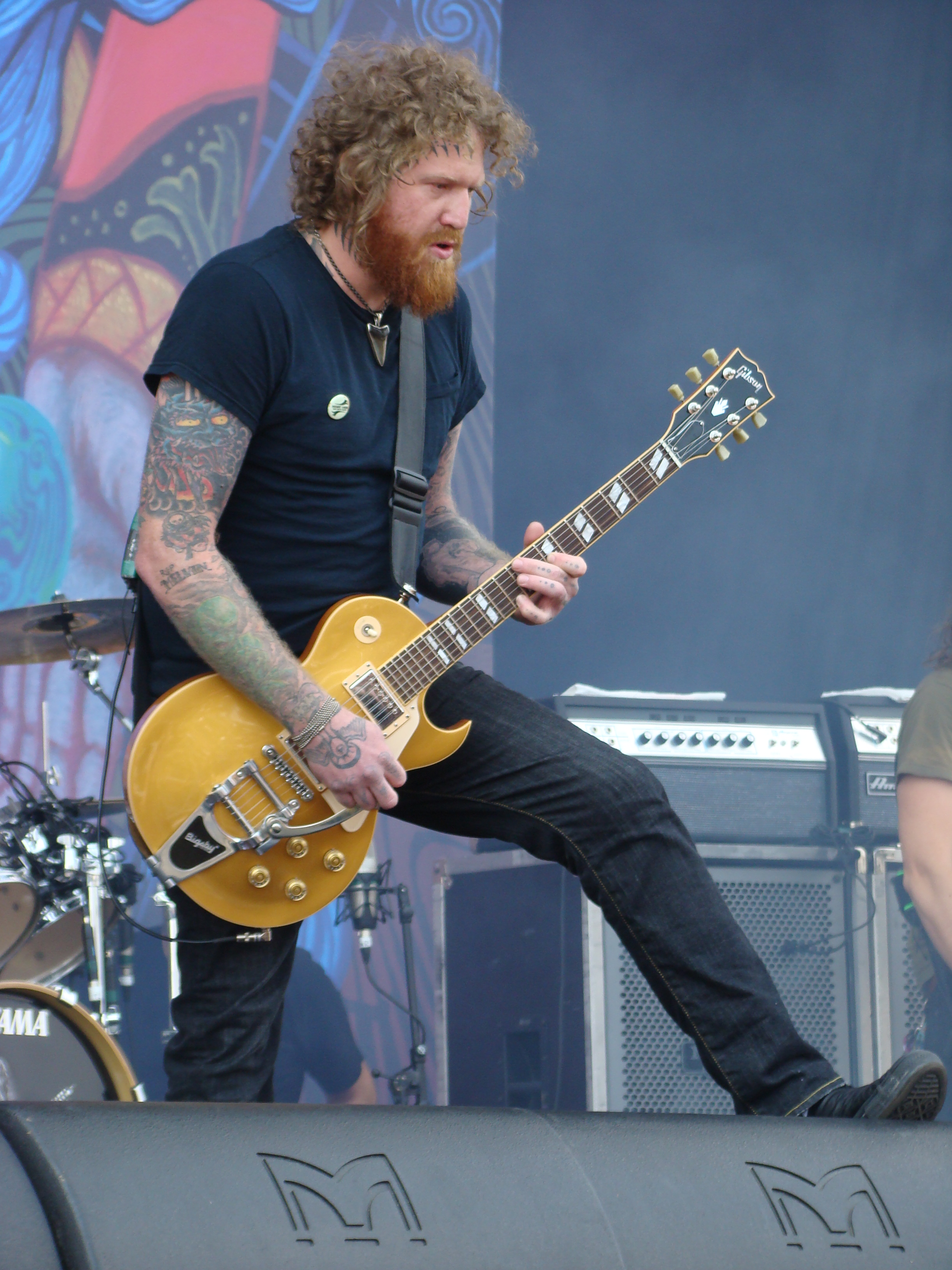
Brent Hinds (2009)

Neben Mastodon ist Brent Hinds in verschiedenen Projekten involviert. Seine Projekte Fiend Without a Face und West End Motel veröffentlichten im Mai 2011 ein Split-Doppelalbum. Ein Jahr später gründete er zusammen mit dem Alice-in-Chains-Sänger William DuVall und dem Gitarristen der Band The Dillinger Escape Plan Ben Weinman die Band Giraffe Tongue Orchestra, die im September 2016 ihr Debütalbum veröffentlichten. Zusammen mit dem Schlagzeuger der Band Tool Danny Carey gründete Hinds das Projekt Legend of the Seagullmen. Dieses Projekt veröffentlichte zunächst im Jahre 2015 zwei Lieder, bevor am 9. Februar 2018 das Debütalbum erschien. Er trat als Gastmusiker auf den Alben von Bands wie CKY, The Dillinger Escape Plan und Mouth of the Architect auf.
Darüber hinaus trat er in kleinen Rolle als Schauspieler auf. So wirkte er im Jahre 2010 in den Film Jonah Hex mit. Fünf Jahre später trat er gemeinsam mit seinen Bandkollegen von Mastodon als Statisten in der Fernsehserie Game of Thrones auf. In der Episode Hartheim sind die Musiker als Wildlinge zu sehen. 2017 folgte ein weiterer Auftritt in der Serie Game of Thrones in der Folge Der Drache und der Wolf.
Im Juni 2015 sorgte ein Interview des Magazins Guitar Player für Aufsehen, in dem Hinds erklärte, dass er Heavy Metal hassen würde und die Musik nur deshalb spiele, weil er sie für rebellisch hielt. Ende 2016 warf er der Redaktion vor, seine Aussage aus verfremdet zu haben, da er nur geäußert habe, den meisten Heavy Metal nicht zu mögen.
Brent Hinds ist seit Mai 2017 verheiratet.

## Diskografie

### Mit anderen Bands
- 2011: Brent Hinds Presents Fiend Without a Face and West End Motel
- 2016: Giraffe Tongue Orchestra – Broken Lines
- 2017: Fiend Without a Face – Untitled
- 2018: Legend of the Seagullmen – Legend of the Seagullmen

### Als Gastmusiker
- 2006: Mouth of the Architect – At Arms Length auf dem Album The Ties that Blind
- 2007: The Dillinger Escape Plan – Horse Hunter auf dem Album Ire Works
- 2017: CKY – Days of Self Destruction auf dem Album The Phoenix
- 2020: Me and That Man – How Come? auf dem Album New Man, New Songs, Same Shit, Vol. 1 (mit Corey Taylor)
- 2021: Matt Pike – Land auf dem Album Matt Pike vs. The Automotion